# 弗蘭德希普 (阿肯色州)
弗蘭德希普（英語：Friendship）是一個位於美國阿肯色州溫泉縣的市鎮。

## 地理
弗蘭德希普的座標為34°13′26″N 93°00′11″W / 34.22389°N 93.00306°W，而該地的平均海拔高度為92米（即302英尺）。

## 人口
根據2020年美國人口普查的數據，弗蘭德希普的面積為1.84平方千米，皆為陸地。當地共有人口158人，而人口密度為每平方千米85人。